# سهم الماء ثلاثي الأوراق
سهمية ثلاثية الأوراق. (الاسم العلمي:Sagittaria trifolia) هي نوع من النباتات يتبع جنس السهمية من الفصيلة المزمارية.